# François de Belleforest

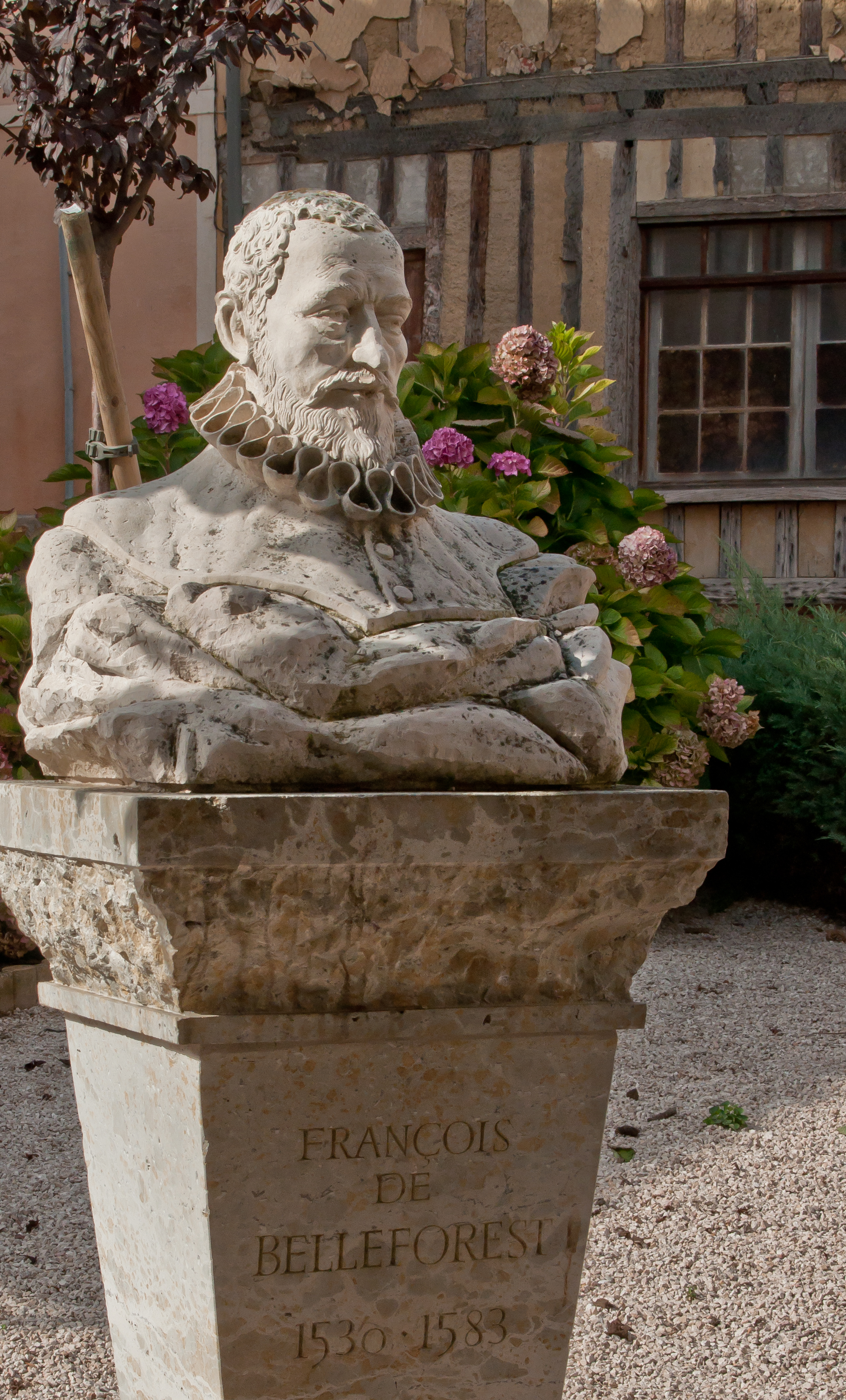
Denkmal für François de Belleforest in Samatan

François de Belleforest (* um 1530 in der ehemaligen Grafschaft und Provinz Comminges; † 1583 in Paris) war ein französischer Schriftsteller, Übersetzer, Historiograf, Kosmograf und Dichter.

## Leben
Belleforest verlor im Alter von sieben oder acht Jahren seinen Vater, einen im Kriegsdienst verarmten Landedelmann. Während seines Studiums lebte er als Student und Privatlehrer in wohlhabenden Familien in verschiedenen Städten des französischen Südwestens, bevor er es Ende 1557 schaffte, nach Paris zu gelangen.
Dort war er nicht der einzige junge, gebildete Mann, der auf die Förderung wohlhabender Familien oder Verleger angewiesen war. Es begann für Belleforest eine Zeit des Kampfes um gesellschaftliche Anerkennung, die ihm lange versagt blieb, besonders aber um eine wirtschaftlich gesicherte Position. Wirtschaftlich war er in gewissem Maße erfolgreich, denn 1572 wurde François Belleforest escolier zu einer königlichen Anleihe herangezogen, sodass er zu diesem Zeitpunkt wohl einen zumindest bescheidenen Reichtum erlangt hatte.
Belleforest hatte schon in seinen ersten Pariser Jahren den Ehrgeiz aufgegeben, in der Dichtkunst den Rang eines Ronsard zu erreichen, auch wenn er bis zu seinem Lebensende viele Gelegenheitsgedichte, gereimte Widmungen, gereimte Pamphlete und Lobpreisungen schrieb. Mit diesen erklärte er in dieser Zeit der religiösen Auseinandersetzung entschieden seine Sympathie für die katholische Seite und die gottgewollte Monarchie. Er verdiente seinen Lebensunterhalt mit Zuwendungen aufgrund dieses Engagements, durch Übersetzungen aus dem Lateinischen, Italienischen und Spanischen und durch eigenständige historische Werke und Kosmografien. Diese waren meist, wie damals üblich, sehr frei; Belleforest ergänzte und schmückte sie aus, sodass er die übersetzten Werke als eigenes Schaffen ausgeben konnte. So trat er 1571 auch als Autor des ersten französischen Schäferromans, La Pyrénée (oder La Pastorale amoureuse), auf, der aber eine freie Übersetzung und Bearbeitung der 1559 erstmalig veröffentlichten Diana von Jorge de Montemayor ist.

## Werke

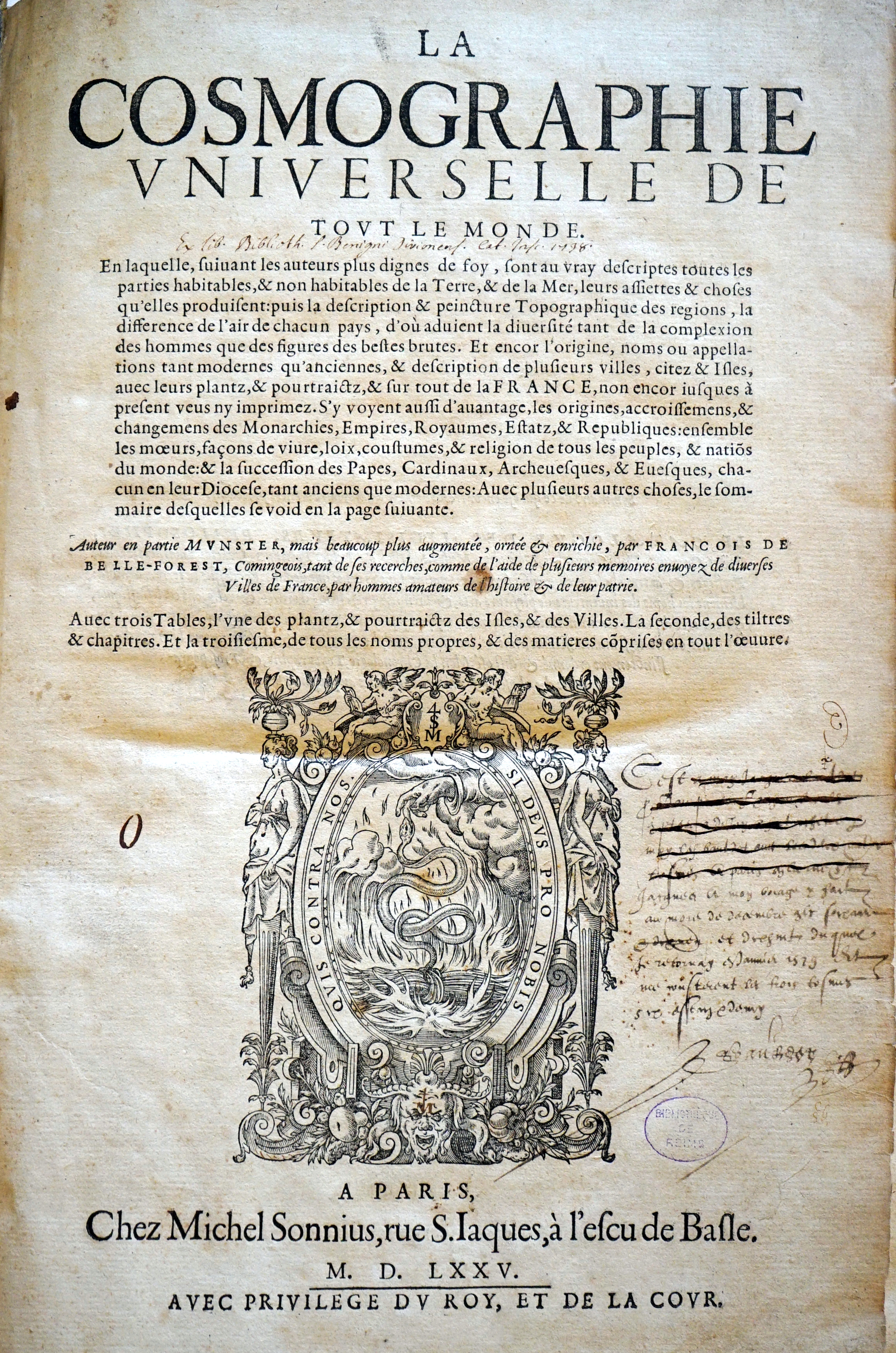
Titelseite von La Cosmographie universelle de tout le monde (1575)

Die Liste von Belleforests Veröffentlichungen ist sehr lang. Zu den bedeutenderen Werken gehören seine kosmografischen und historiografischen Publikationen:
- L’Histoire des nevf roys Charles de France, 1568
- La Cosmographie universelle de tout le monde. Paris 1575, die auf Belleforests Übersetzung der Cosmographia von Sebastian Münster basiert, allerdings betont Belleforest im Titel: „Auteur en partie Munster, mais beaucoup plus augmentée, ornée & enrichie, par François de Belle-Forest, Comingeois …“
- Grandes Annales et histoires générales de France, 1579

Besonders aber ist Belleforest seiner Histoires Tragiques wegen als ein in seiner Zeit sehr erfolgreicher Bestsellerautor zu betrachten.

## Les Histoires tragiques „de l’invention de l’auteur“
Pierre Boaistuaus (1517–1566) Teilübersetzung der Novelle Matteo Bandellos, nun unter dem Titel Histoires Tragiques, erschien Anfang 1559. Bei der Übersetzung stand ihm Belleforest bereits mit seinen Italienischkenntnissen zur Verfügung. Noch im selben Jahr erschien eine Fortsetzung, bei der Belleforest als Übersetzer genannt wurde. Während Boaistuau seine erfolgreiche Arbeit an Bandello aufgab, übernahm Belleforest mit seinen Texten „de l’invention de l’auteur“ zwar den von Boaistuau gefundenen Titel der Histoires tragiques, er ging allerdings anders vor als sein Vorgänger. Insgesamt veröffentlichte er 34 Histoires tragiques nämlich die Bände IV bis VII. Bände I bis III stammen von Bandello/Boaistuau.
Ausgangspunkt war fast ausschließlich ein Geschichtstext, den er seiner unerhörten Einzigartigkeit wegen zu einer lehrreichen Geschichte auf- und ausarbeitete. Histoire bedeutet bei ihm weniger die Schilderung eines in der Vergangenheit liegenden Ereignisses als vielmehr einer wahren Begebenheit. Der Moralist ist stärker als der Historiker. Die handlungstragenden Passagen sind in der Regel „wahr“. Wenn nicht, was selten ist, entsprechen sie zumindest der historischen oder psychologischen Wahrscheinlichkeit. Sollte eine Begebenheit unglaubwürdig erscheinen, nennt Belleforest die Quelle. Er lehnt die wegen ihrer Gauloiserien noch heute beliebten Kurzformen der realistischen Erzähltradition ab. Literatur darf nicht allein der Unterhaltung dienen.
Die dritte Geschichte des siebenten Bandes ist allerdings bereits von ihrem Titel her als nicht-historisch erkennbar: „Accidens divers advenus à Apollonie Roy des Tyriens; ses malheurs sur mer, ses pertes de femme, et fille, et la fin heureuse de tous ensemble“. Hier gibt der Autor zu, dass sie nicht so wahr sei, dass man sie glauben müsste, „… mais qui estant ancienne, peut avoir quelque cas de vrai.“ Belleforest ist konsequent: Diese Geschichte wird nicht zur Trägerin einer Moral gemacht.
Belleforests Quellen sind neben Historikern des 15. und 16. Jahrhunderts ebenso Paulus Diaconus (8. Jh.) und Jean Froissart (14. Jh.). Seine Stoffe suchte er vorzugsweise bei den „Barbaren“, d. h. Skandinaviern, Briten, Schotten, Nordafrikanern, Böhmen. Sehr oft stellte er tugendhaftes Verhalten bei den Barbaren als Vorbild dar, auch wenn das christliche Europa des 16. Jahrhunderts trotz aller damaligen Missstände grundsätzlich den Barbaren überlegen war. Mit Ausnahme der Geschichten V,7 und V,8 mied er es, Geschichten aus seiner französischen Gegenwart zu schreiben, die von Religionskriegen, Schlachten und Morden heimgesucht wurde. Allerdings zeigte er in Widmungen und Kommentaren Parallelen zwischen dem historischen Text und seiner Gegenwart auf: „… la plus part des arguments ressentent ne say quoy des miseres de nostre siecle …“ oder er spricht von „… la meschanceté de ceux qui sous tiltre, et pretexte de religion, ruinent les choses sainctes, et faignans la saincteté, accablent et la foy, et les lieux, et les personnes à Dieu dédiées et consacrées“.
Die Geschichte ist für Belleforest die Lehrmeisterin des Lebens schlechthin. Da die Großen im Staat keine Zeit haben, sich der Geschichte zu widmen, sollen sie wenigstens die tragischen Geschichten lesen: Durch deren Moralgehalt werden sie Fehler vermeiden. Auch für junge Adlige sind die Geschichten wichtig. Der Autor sieht sich als Vulgarisator und Lehrmeister, sein Anspruch, dem Leser zu nützen, ist ernst gemeint. Eine andere Rechtfertigung bringt er, als er die grausamen Ereignisse um den tragischen Tod des türkischen Prinzen Mustapha bearbeitet, der durch Gabriel Bounins Tragödie „La Soltane“ (1561) bereits sehr bekannt war. Er müsse den „… simples qui n’entendent la divinité des vers …“ einen Zugang zu den tragischen Ereignissen verschaffen. Lediglich vier der 34 Geschichten sind auf eine rein literarische Vorlage zurückzuführen, 24 entstammen historischen oder kosmografischen Werken, fünf gehen wahrscheinlich auf Gerichtsfälle zurück. Ein Stoff kann wegen seines aktuellen Inhalts als Nachricht, Augenzeugenbericht, Neuigkeit („nouvelle“) angesehen werden.
Der Autor bezeichnet seine Geschichten oft als „cruel et tragique“, „sanglant et tragique“, „desbordé(e) et tragique“, „pitoyable et tragique“. Sie sind also grausam, blutig, moralische Grenzen überschreitend, und je mehr Blut fließt, desto „tragischer“ sind sie. Da Belleforest als auktorialer Erzähler auftritt, der immer wieder betont, wie sehr er selbst unter dem geschilderten Tragischen leidet, mangelt es an Distanz, an Doppelbödigem. Vorgeblich folgt Belleforest dem horazschen Ziel, die Kurzweil mit dem Nützlichen zu verbinden, aber sie wird allein dadurch geschaffen, dass oft private und politisch-historische Stoffe einander abwechseln.
Verbindende Klammer der Erzählungen ist der stets vorhandene Ernst des Moralisten sowie die wiederkehrende Abfolge von Argument – Einleitung – historischer Einführung – Fabel – Schlussmoral. Der Gang der Handlung wird ständig durch Reflexionen und Kommentare des Autors unterbrochen, aber auch durch wohlgesetzte Reden eines Beteiligten, Klagereden, Monologe, Dialoge (die eher eine Abfolge von Monologen sind), Briefe und Gedichte. Diese Hinzufügungen waren damals sehr populär und fanden sogar für sich alleinstehend Drucker und Leser. Die Leserschaft sah hier Modelle beispielhafter Rhetorik.
Die schablonenhaft gezeichneten Schachfiguren der Geschichtsschreibung gewinnen durch all diese Hinzufügungen an Leben. Ihre Handlungen werden psychologisch motiviert. Es genügt nicht, dass der historische Held so oder so gehandelt hat, der Leser des 16. Jahrhunderts muss erkennen, warum, und er muss diese Handlungsweise für wahrscheinlich halten können. In den politischen Geschichten sind Machtkämpfe mit anderen Ländern nicht die Folge rationaler, weitsichtiger Verdrängungs- und Raumpolitik, sondern sie werden mit dem Charakter des Akteurs erklärt, mit Ehrgeiz und „diverses humeurs“, mit fleischlicher Begierde oder verletzter Ehre. Dagegen spricht Belleforest beim Handlungsort nicht die Vorstellungskraft des Lesers an, sondern allenfalls sein Verständnis. Ebenso wird das Äußere der Handlungsfiguren nicht näher beschrieben, wichtig ist ihre soziale Stellung, ihre moralische und psychologische Befindlichkeit.
Der Autor bemüht sich nicht um Spannung, er weist vielmehr ständig auf den – meist blutigen – Ausgang einer Geschichte hin: Nimmt etwa eine Liebesgeschichte wie die von Euralius und Lukretia (HT VI, 3: „Quelle fut l’issue de deux amans descrits par Enaeas Sylvius: et combien de maux cause l’adultere“) ihren Anfang in „confusion, désordre, salté et injustice“, so können sich die Liebenden augenblicklich noch so glücklich fühlen, Schuld erfordert Sühne, aus Glück wird unweigerlich und logisch Unglück. Was heutige Leser langweilen und abschrecken würde, war in der zweiten Hälfte des 16. Jahrhunderts sehr beliebt, als sich die Moralia Plutarchs und die Essais Montaignes eine geneigte Leserschaft fanden.
Belleforests Welt- und Menschenbild entspricht seiner Zeit. Die Schöpfung ist vollkommen, aber die Leidenschaften können sogar die Vernunft eines Menschen überwinden, der ihnen zu widerstehen versucht. Zu den Verderben bringenden Leidenschaften gehören außereheliche Liebe, Ehrgeiz, Zorn, Rachsucht. Folgt man ihnen, unterscheidet man sich nicht von den wildesten Tieren. Die Vernunft gibt den Weg der Tugend vor, aber der Mensch ist zerbrechlich. Belleforest sieht in der Selbstbeherrschung, im Willen, eine Möglichkeit, dem Diktat der Leidenschaften zu entkommen. Daraus folgert nicht, dass beim Autor die Tragik im Menschen selbst angelegt sein muss. Belleforest führt alles auf die göttliche Vorsehung zurück. Im Unglück sieht man den strafenden Willen Gottes. Die Bestrafung der Schuldigen und Belohnung der Gerechten durch Gott soll lehren, dass das menschliche Handeln sich vom Vertrauen in den göttlichen Heilsplan bestimmen lassen muss. Gott ist denen gnädig, die es verdienen. Diejenigen, denen die Gnade versagt bleibt, haben diese Strafe sicher verdient. In diesem auf göttliche Vorsehung ausgerichteten Weltbild bewirkt der moralische Rigorismus des Autors, sein unbewusst pessimistisches Menschenbild, dass in den Histoire Tragiques menschliches Erleben nicht tragisch gestaltet wird. Die Geschichten dieser Sammlung vollziehen sich nur als Kausalzusammenhang Vergehen – Strafe. Der Konflikt Vernunft – Leidenschaft wird zwar in den Kommentaren des Autors ständig herausgestellt, in der künstlerischen Gestaltung findet er sich nicht.

## Nachleben
Belleforest, der eine für damalige Verhältnisse große Zahl von Lesern gehabt haben muss, denn seine Histoires tragiques wurden in kurzer Zeit immer wieder aufgelegt, ist bis zum Anfang des 20. Jahrhunderts in der Literaturgeschichte vernachlässigt worden. Ein längeres Nachleben war Belleforests Texten schon allein deswegen nicht vergönnt, weil ihre moralischen Belehrungen allzu zeitbezogen waren. Es darf von auf ihre Zeit angelegter Tendenzliteratur gesprochen werden.
Die Mode der Histoires Tragiques überlebte in immer neuer Gestaltung bis ins 17. Jahrhundert hinein und in Spuren bis in die Jetztzeit. Aber spätestens seit La Popelinières persönlichen Angriffen in seiner Histoire des Histoires (1599) hatte sich das negative Bild des unbegabten Vielschreibers Belleforest gefestigt. So kommt es, dass selbst der einflussreiche Pierre Bayle mit seiner „kritischen Methode“ allein Bénigne Poissenot folgt, obwohl ihm in Du Haillans L’Histoire de France (1576 und 1585) eine seriöse und weniger tendenziöse Quelle zu Belleforest vorlag.
Erst zu Beginn des 20. Jahrhunderts näherte sich René Sturel Belleforest auf dem Umweg über Bandello. Eine erste Untersuchung der Histoires Tragiques von Belleforest unternahm Ulrich Beidatsch 1973. Eine groß angelegte Habilitation von Michel Simonin wurde nur in einem ersten Band veröffentlicht. Seitdem wurden Einzelaspekte in den Texten Belleforests untersucht.